# Kenneth S. Reightler, Jr.
Kenneth Stanley Reightler Jr dit Ken Reightler est un astronaute américain né le 24 mars 1951.

## Vols réalisés
Il a été le pilote de 2 missions :
- 12 septembre 1991 : Discovery (STS-48)
- 3 février 1994 : Discovery (STS-60)